# Servizio ferroviario metropolitano di Bologna
Der Servizio ferroviario metropolitano di Bologna (SFMBO) ist ein Schienenpersonennahverkehrssystem der norditalienischen Stadt Bologna.

## Geschichte

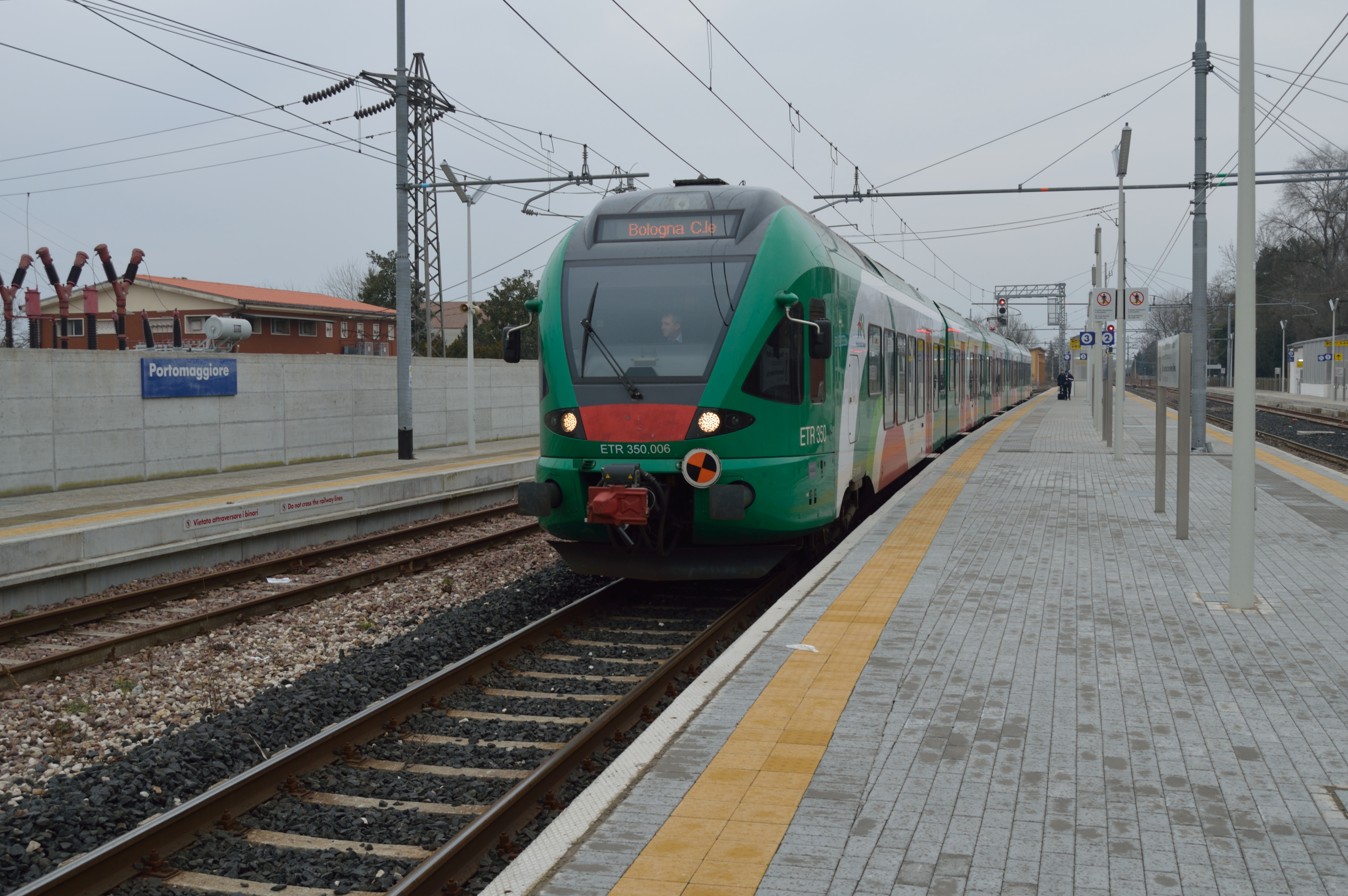
S2B-Endstation Portomaggiore

Offizielle Planungen für den Aufbau des Nahverkehrssystems gab es in Bologna seit 1982. Im Jahr 1995 wurde eine erste Linie von Bologna nach Ferrara eröffnet. Der weitere Ausbau hing in erheblichem Maß vom Bau eines Tiefbahnhofs für Hochgeschwindigkeitszüge unter dem Bahnhof Bologna Centrale ab. Seit der Eröffnung des Tiefbahnhofs im Juni 2013 können die freigewordenen oberirdischen Kapazitäten vom SFMB genutzt werden.

## Liniennetz
Das Netz hat eine Stammstrecke mit dem Hauptbahnhof Bologna als Zentrum. Alle Linien verkehren mindestens über einen Teil der Stammstrecke. Das Netz verzweigt sich in acht Streckenäste. Auf zwei Ästen verkehren Linien, die am Hauptbahnhof Bologna enden (S3, S5). Auf den sechs anderen Ästen verkehren drei Linien, die je nach befahrenem Ast den Buchstaben A oder B als Zusatz zur Linienbezeichnung führen (S1A/S1B).
- S 1 Porretta Terme–Bologna–San Benedetto Val di Sambro/Castiglione dei Pepoli
- S 2 Vignola–Bologna–Portomaggiore
- S 3 Poggio Rusco–Bologna
- S 4 Ferrara–Bologna–Imola
- S 5 Modena–Bologna

Das Netz ist insgesamt rund 350 km lang und hat 82 Stationen (Stand Mai 2016). Der einzige Tunnelbahnhof im Netz ist der Bahnhof Bologna Zanolini.